# 古岳峰镇
古岳峰镇，是中华人民共和国湖南省株洲市渌口区下辖的一个乡镇级行政单位。

## 历史沿革
古岳峰鎮因「南嶽七十二峰」之一的古岳峰而得名。
清朝时期隶属于湘潭县十六都，1959年划入株洲市郊区，1961年建立古岳峰公社，1964年，湖南省人民政府决定将湘潭县茶园公社虎泉大队和铁炉大队的泉井、李子两个生产队划归古岳峰公社领导。1965年，全社划归株洲县，1984年改置古岳峰乡，1998年升格为古岳峰镇。
在长株潭城市群规划下，古岳峰镇已被湖南省人民政府列爲城市群内具有地级市市域影响的重点城镇。

## 地理概况
古岳峰镇地处渌口区西南部，东临天元区三门镇，南接龙船镇，西与湘潭市湘潭县白石镇、中路铺镇相邻、北与湘潭县谭家山镇接壤。辖区面积为80.7平方公里。全镇镇域位于衡山山脉向湘江谷地过渡的余脉上，多丘陵，中部、南部略高，主要由红岩、花岗岩、砂页岩等风化侵蚀形成。古岳峰山上峰最高点标高144公尺，为三门港与涓水两条河流的分水岭。境内有火烧坝港、三望港、马家堰港等湘江二级支流，以及友谊水库、大铁炉塘水库、小铁炉塘水库等中小型人工湖泊13座，山塘1505口。

## 行政区划
古岳峰镇下辖以下地区：
汤圆坳社区、向阳村、三望村、洪宜村、横塘村、石塘村、翟家村、金台村、友谊村、廖家村、和太村、赵山村、金盘村、白壁村、长山村、柔公祠村、岳峰村、坝塘村、栗树坪村和腰塘村。

## 经济
历史上，古岳峰镇经济长期倚赖农业，以小农经济为主，稻谷、黄椒等为古岳峰镇主要的农产品。中华人民共和国成立后，在古岳峰建立農業合作社，1963年以后，株洲市境内开始大量发展电力排灌机械，古岳峰公社亦开始使用3.5马力汽油机进行农田灌溉，首开株洲市境内使用汽油机作灌溉动力的历史。1968年以后，古岳峰公社亦建立社队茶场，开始发展茶叶生产。在改革开放以后，古岳峰镇的农牧业开始走向多元化，镇内亦建立了生态养殖场、蔬果种植基地，开辟了油茶林。

## 观光
位于岳峰山的岳峰古寺为古岳峰镇主要的名胜古迹，建于唐朝时期，在大跃进期间曾一度遭到破坏，近年景观已经修复。